# Louise de La Fayette
Pour les articles homonymes, voir Lafayette.
Pour les autres membres de la famille, voir Famille Motier de La Fayette.
 (juillet 2012).
Si vous disposez d'ouvrages ou d'articles de référence ou si vous connaissez des sites web de qualité traitant du thème abordé ici, merci de compléter l'article en donnant les références utiles à sa vérifiabilité et en les liant à la section « Notes et références ».
Compléments
Elle devient sœur Angélique du couvent de la Visitation en 1637
Louise Motier de La Fayette, née le 8 novembre 1618 au château de Vésigneux (Saint-Martin-du-Puy) et morte le 11 janvier 1665 à Paris, est une aristocrate française du XVIIe siècle qui a été l'objet d'un amour platonique du roi Louis XIII. Elle devient sœur Angélique après son refus de devenir l'espionne du cardinal Richelieu. Par peur, elle « s’enfuit tout éperdue au couvent de la Visitation ; quelques instances que lui fît Louis XIII, elle ne voulut plus en sortir, et, sous le nom de sœur Angélique, y prit le voile, les uns disent le 19, les autres le 24 du mois de mai de l’année 1637 ».

## Biographie

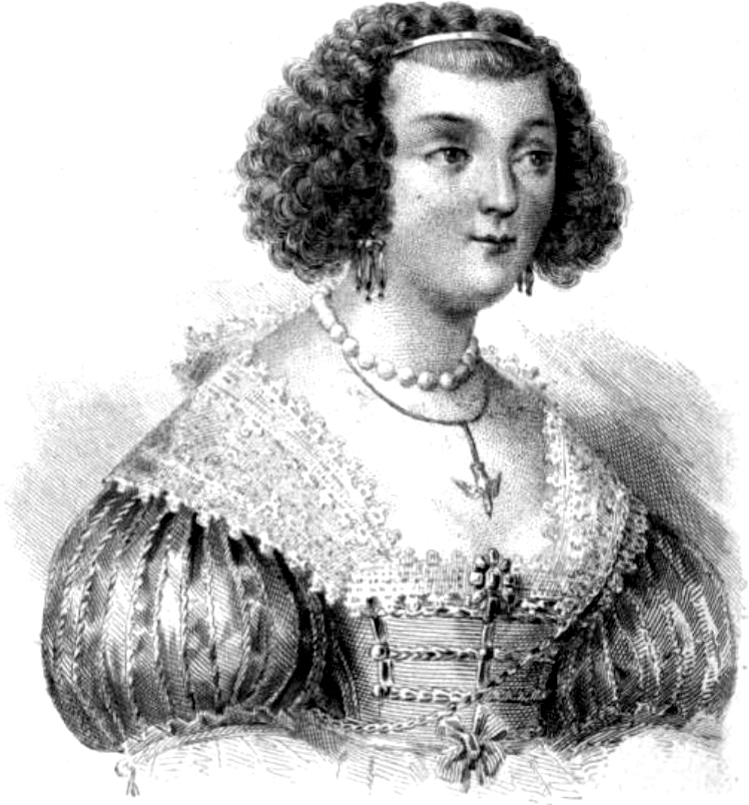
Louise de La Fayette.

Elle naquit dans une famille de quatorze enfants, fille de Jean, comte de La Fayette, et de Marguerite de Bourbon-Busset, issue d'une ancienne branche bâtarde de la Maison de Bourbon et « cousine » du roi. C’est par sa grand-mère, Louise de Bourbon-Busset, dame d’honneur de la reine Anne d’Autriche, qu’elle fut introduite à la cour de France.
Peu auparavant, le 18 février 1635, à l'occasion des fêtes du Mardi gras, le roi Louis XIII, trentenaire marié beaucoup trop tôt, taciturne, prude, timide et pieux dont le mariage va à vau-l'eau et qui n'a toujours pas d'héritier, la remarque. Épris de la grande beauté, du charme, et de la douceur de cette jeune fille de 17 ans, il la convie deux mois plus tard à assister à une de ses chasses autour de son pavillon de Versailles, .
Le cardinal de Richelieu, qui espérait détacher le roi de Marie de Hautefort, mit Louise de La Fayette au premier plan. Il espérait faire d’elle son espionne. Mais la jeune fille, qui aimait Louis XIII avec désintéressement, refusa.
Richelieu résolut alors d’écarter Louise, au début de l’an 1636. Connaissant la droiture de Louise et usant de son prestige de cardinal (il est « prince de l'Église »), il l'incita à entrer en religion plutôt que faire tomber le roi (et elle-même) dans l'adultère. Cette dernière n’avait rien contre le projet, mais le roi redoutait la séparation. Finalement, Louise, toujours amoureuse de Louis, y renonça au début de l’été suivant.
Une brutale invasion espagnole en Picardie détourna alors le roi de ses amours. Les troupes ennemies espéraient prendre la capitale d’assaut, mais Louis XIII réagit à temps pour les contrer. En novembre, les troupes de Philippe IV d'Espagne avaient quitté le royaume.
Au retour, le roi eut pour Louise de La Fayette un regain d’intérêt qui dura jusqu’en janvier 1637. Le timide souverain la délaissa à nouveau pour Marie de Hautefort.
Au début du printemps suivant, la douce Louise, préférant une vie monacale à une vie dans l'adultère, prit alors la décision définitive d’entrer au couvent. Le roi, qui lui était toujours attaché, ne cessait de faire différer la permission de quitter la  cour et l’entrée de Louise au couvent. Elle renonça à son souhait initial, celui de devenir carmélite, pour entrer dans un ordre moins rigide, celui de la Visitation.
Cependant le roi, en larmes, dut consentir à exaucer les vœux de celle qu'il aimait et le 19 mai 1637, Louise fit ses adieux à la famille royale. Elle aurait dit alors, enfreignant le protocole, qui interdit de désigner le roi par un pronom[réf. nécessaire], « Hélas, je ne le reverrai plus ! ».
Louise se retira au Couvent des Visitandines de Chaillot non loin de Paris. Cependant, Louis XIII vint plusieurs fois au parloir du couvent s’entretenir avec celle qui avait été sa chaste favorite.
Madame de Motteville a prétendu que c'est grâce à Louise que le roi se réconcilia avec son épouse, Anne d’Autriche. Elle ajoute  même que certains ont affirmé que c’est à la suite d'une visite du roi au parloir des visitandines, le 5 décembre 1637, que le couple royal conçut le futur Louis XIV,.
Elle fera profession définitive au couvent de la rue Saint-Antoine en juillet 1638.
Devenue supérieure de sa communauté en 1657, Louise de La Fayette meurt le 11 janvier 1665.

## Épilogue
En 1655, son frère, François Motier, comte de La Fayette, épouse Madeleine Pioche de La Vergne, une demoiselle d'honneur de la reine, dont la mère a épousé en secondes noces l'oncle du marquis de Sévigné. L'épouse dudit marquis, la marquise de Sévigné  deviendra une grande amie de la comtesse de La Fayette. Toutes deux, peu ou prou "cousines", s'illustreront dans le domaine des lettres. Ajoutons que la marquise de Sévigné est la petite-fille de Jeanne Françoise Frémyot, baronne de Chantal, qui fonda en 1610 avec François de Sales, évêque de Genève, l'Ordre de la Visitation où entra en 1637... Louise de La Fayette. Unissant le domaine des lettres et celui de la spiritualité, l'Église avait canonisé François de Sales et le proclamera saint protecteur des journalistes.